# Dambana
Dambana är en administrativ by i Sri Lanka.   Den ligger i provinsen Uvaprovinsen, i den centrala delen av landet, 160 km öster om huvudstaden Colombo.